# Wau (Papua-Neuguinea)
Wau ist eine Stadt in Papua-Neuguinea in der Provinz Morobe. Sie hat zusammen mit der benachbarten Holzindustrie-Stadt Bulolo 12.912 Einwohner.
Wau war wie Bulolo eine der Boomtowns des papuanischen Goldrausches in den 1920er und 1930er Jahren. Es liegt etwa 1000 Meter hoch im Finisterre Range. Der Ort gilt mit seinen Pinien-Wäldern als sehr hübsch und das Klima mit seinen kühlen Nächten als angenehm. Die Architektur vieler Häuser im Goldgräber- und Kolonialstil machen es historisch interessant.
Der Flugplatz Wau mit seiner extrem steilen Start- und Landebahn war während der Goldgräber-Zeit in den Jahren 1937 und 1938 derjenige mit den meisten Landungen der Welt.
Im Jahr 1943 war Wau Schauplatz einer Schlacht des Zweiten Weltkriegs.